# Utiaritichthys
Utiaritichthys – rodzaj słodkowodnych ryb kąsaczokształtnych z rodziny piraniowatych (Serrasalmidae).

## Występowanie
Ameryka Południowa – dorzecza rzek Madeira, Amazonki i Orinoko.

## Klasyfikacja
Gatunki zaliczane do tego rodzaju:
- Utiaritichthys longidorsalis
- Utiaritichthys sennaebragai

Gatunkiem typowym jest Utiaritichthys sennaebragai.